# Hasancalı, Musabeyli
Hasancalı là một xã thuộc huyện Musabeyli, tỉnh Kilis, Thổ Nhĩ Kỳ. Dân số thời điểm năm 2010 là 1.78 người.